# Ludwig Gutmann

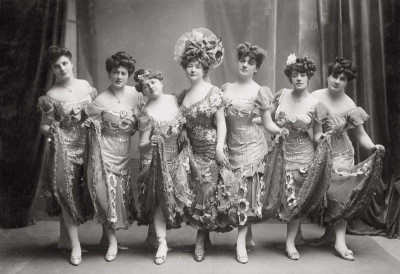
Die Grisetten der Operettenaufführung Die lustige Witwe des Theaters an der Wien im Atelier Gutmanns (1906)

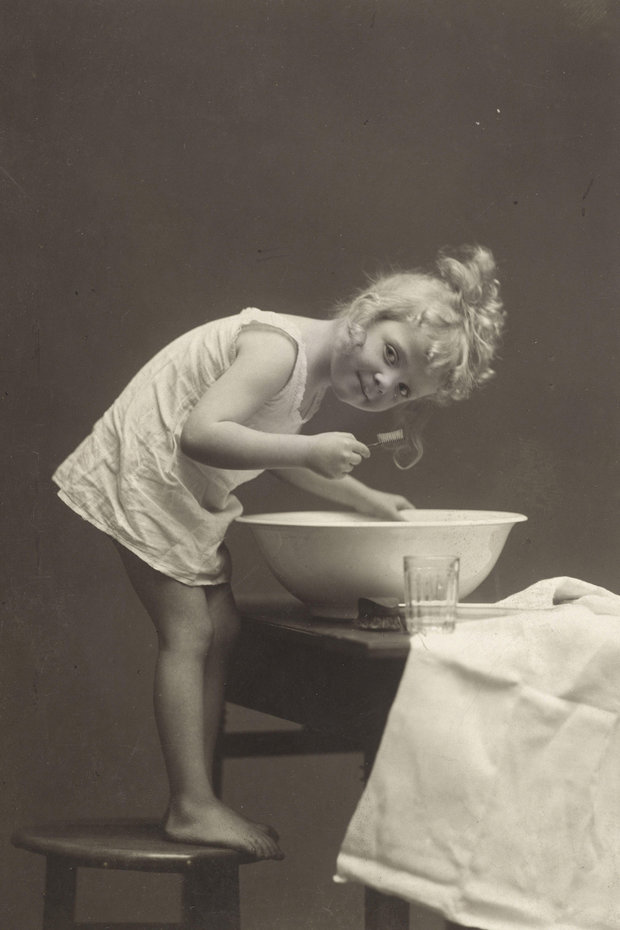
Mädchen beim Zähneputzen (um 1915)

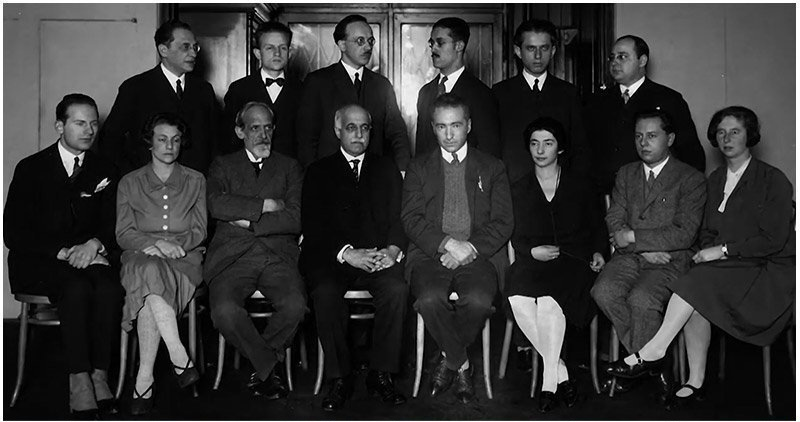
Psychoanalytisches Ambulatorium Wien (1922)

Ludwig Gutmann (geboren 23. Juni 1869 in Horn, Österreich-Ungarn; gestorben 18. April 1943 im Ghetto Theresienstadt) war ein österreichischer Fotograf.

## Leben
Ludwig Gutmann wurde 1903 Mitarbeiter im Atelier von Nikolaus Stockmann in Wien im 9. Bezirk in der Seegasse 2. Dort bezog er auch seine Wohnung. 1904 wurde er zum Mitinhaber des Fotografengeschäfts in der Währinger Straße 18. Nachdem Stockmann 1905 gestorben war, meldete er den Betrieb auf seinen Namen an. Er gehörte von 1903 bis 1914 dem Österreichischen Photographenverein an, wo er sich im Vereinsvorstand engagierte, und in den nächsten Jahren in weiteren Berufsverbänden. In den 1930er Jahren eröffnete Gutmann auch ein Atelier in seinem Heimatort Horn.
Für die Privattheater Wiens, die auf musikalische Schwänke und Operetten spezialisiert waren, war Gutmann in der Zeit bis Kriegsende 1918 der unumstrittene „Auftragskaiser“. Er holte sich die Stars dieser Theaterproduktionen in sein Atelier und bildete sie in einfach verständlichen, möglichst koketten Posen ab. Gutmann hielt sich dabei an die Tradition der Atelierfotografie, indem er die Opern- und Operettensängerinnen und Schauspielerinnen parallel zur Kamera vor weißem oder bemaltem Hintergrund mit ihrem Posenrepertoire auftreten ließ. Unter Atelierbedingungen waren diese Aufnahmen technisch brillant. In der Republik wandelte sich nicht nur das Theater, sondern auch die Theaterfotografie.
Nach dem Anschluss Österreichs 1938 wurde Gutmanns Betrieb 1939 arisiert und sein Name aus dem Gewerbeverzeichnis gelöscht. Am 28. August 1942 wurde Gutmann mit dem 9. Wiener Transport in das Ghetto Theresienstadt deportiert, er wurde dort am 18. April 1943 ermordet.